# Enklarn
Enklarn ist ein Ortsteil der Gemeinde Arnschwang im Oberpfälzer Landkreis Cham in Bayern.

## Geographie
Der Ort liegt östlich des Kernortes Arnschwang. Östlich vom Ort verläuft die Staatsstraße St 2161.

## Sehenswürdigkeiten
In der Liste der Baudenkmäler in Arnschwang ist die Feldkapelle Unserer Lieben Frau als Baudenkmal aufgeführt.